# Dylan van Baarle

Dylan van Baarle (Voorburg, 21 de maio de 1992) é um ciclista neerlandês, membro da equipa britânica Ineos Grenadiers.

## Palmarés

### Estrada
- 2012
  - 1 etapa do Triptyque des Monts et Châteaux
  - Memorial Arno Wallaard
  - Tour de Olympia, mais 1 etapa

- 2013
  - Ster van Zwolle
  - Dorpenomloop Rucphen
  - 1 etapa do Tour de Bretanha
  - Tour de Olympia, mais 1 etapa
  - Tour de Thüringe

- 2014
  - Volta à Grã-Bretanha[1]

- 2018
  - Campeonato dos Países Baixos Contrarrelógio

- 2019
  - Herald Sun Tour[2]
  - 1 etapa do Critério do Dauphiné
  - 3.º no Campeonato dos Países Baixos Contrarrelógio

- 2021
  - Através de Flandres
  - 2.º no Campeonato Mundial em Estrada

- 2022
  - Paris-Roubaix

### Pista
- 2014
  - Campeonato dos Países Baixos em Madison (com Yoeri Havik)

- 2015
  - Campeonato dos Países Baixos em Madison (com Yoeri Havik)

## Resultados em Grandes Voltas e Campeonatos do Mundo
| Corrida                | Corrida                | 2011 | 2012 | 2013 | 2014 | 2015  | 2016 | 2017 | 2018 | 2019 | 2020 | 2021 |
| ---------------------- | ---------------------- | ---- | ---- | ---- | ---- | ----- | ---- | ---- | ---- | ---- | ---- | ---- |
|                        | Giro d'Italia          | —    | —    | —    | Ab.  | —     | —    | —    | —    | —    | —    | —    |
|                        | Tour de France         | —    | —    | —    | —    | 147.º | 91.º | 77.º | —    | 46.º | 59.º | 54.º |
|                        | Volta a Espanha        | —    | —    | —    | —    | —     | —    | —    | Ab.  | —    | 49.º | Ab.  |
| Mundial em Estrada     | Mundial em Estrada     | —    | —    | —    | Ab.  | 96.º  | 48.º | —    | —    | Ab.  | 35.º | 2.º  |
| Mundial Contrarrelógio | Mundial Contrarrelógio | —    | —    | —    | —    | —     | —    | —    | —    | 15.º | —    | —    |

—: não participa

Ab.: abandono

## Equipas
- Rabobank Development Team (2011-2013)
- Garmin/Cannondale (2014-2017)
  - Garmin Sharp (2014)
  - Team Cannondale-Garmin (2015)
  - Cannondale Pro Cycling Team (2016)
  - Cannondale-Drapac Pro Cycling Team (2016-2017)
- Sky/INEOS[3] (2018-)
  - Team Sky (2018-04.2019)
  - Team INEOS (05.2019-08.2020)
  - Ineos Grenadiers (08.2020-)